# Lee Seo-jin
Lee Seo Jin (sinh ngày 30 tháng 1 năm 1973) là một diễn viên và chủ trì một vài show truyền hình Hàn Quốc. Anh được biết đến nhiều nhất qua các chương trình thực tế Three Meals a Day và Grandpa Over Flowers. Anh trở nên nổi tiếng khi đóng vai chính trong các bộ phim Damo (2003), Yi San (2007), Gyebaek (2011), và Marriage Contract (2016).

## Sự nghiệp
Lee Seo Jin xuất hiện lần đầu tiên vào năm 1999 trong bộ phim truyền hình House Inside the Waves. Sau một vài vai phụ trên TV, anh đã trở nên nổi tiếng nhờ đóng chính bộ phim truyền hình ăn khách Damo năm 2003, sau đó anh tiếp tục đảm nhận vai chính trong bộ phim truyền hình Phoenix năm 2004 và gặt hái được nhiều thành công khác. Năm 2005, Lee Seo Jin lần đầu giành được vai chính  trên màn ảnh rộng trong bộ phim bom tấn hành động năm 2005 Shadowless Sword.
Lee Seo Jin tiếp tục thử sức với các dạng nhân vật khác như một ma cà rồng trong sê-ri phim Freeze (2006), một tay xã hội đen trong Lovers (2006), và một kẻ lừa đảo hình sự trong Soul (2009). Nhưng những vai diễn nhân vật lịch sử vẫn đem lại cho anh nhiều thành công vang dội như Vua Jeongjo của triều đại Joseon trong Yi San (2007), và Tướng Gyebaek của Baekje trong Gyebaek (2011).

## Các hoạt động khác
Lee Seo Jin xuất thân từ một gia đình liên quan chặt chẽ đến lĩnh vực tài chính, ngành ngân hàng, vận tải và du lịch. Cả ông nội và bố anh đều là những nhà điều hành tài chính có tầm ảnh hưởng lớn. Seo Jin từng có thời gian du học và nhận được bằng Quản trị kinh doanh của trường Đại học New York. Năm 2011, anh gia nhập công ty Ask Veritas Assets Management, chuyên về sở hữu trí tuệ và đầu tư bất động sản. Lee Seo Jin được bổ nhiệm làm giám đốc điều hành cho bộ phận nội dung toàn cầu của công ty.
Là tình nguyện viên thường xuyên của Habitat for Humanity từ năm 2006, anh được bổ nhiệm làm Đại sứ thiện chí tại Hàn Quốc vào năm 2008   Cùng với Quỹ Nippon  và nhượng quyền thương mại thực phẩm Hàn Quốc - Genesis, Lee Seo Jin đã thành lập "Quỹ Cây Xanh" vào năm 2010, tiến hành các hoạt động trồng lại rừng. Năm 2011, Lee Seo Jin tham gia nỗ lực cứu trợ cho các nạn nhân của trận động đất và sóng thần Nhật Bản. Giống như nhiều người nổi tiếng khác, anh cũng công khai phản đối việc hồi hương cưỡng bức những người đào thoát Bắc Triều Tiên.

## Những chương trình đã tham gia

### Phim truyền hình
| Năm  | Tên phim                                | Vai trò                   | Mạng |
| ---- | --------------------------------------- | ------------------------- | ---- |
| 1999 | House Above the Waves                   |                           | SBS  |
| 1999 | Wang Cho (The Boss)                     |                           | MBC  |
| 2001 | Nhà nàng (Her House)                    |                           | MBC  |
| 2001 | New Nonstop "찍고 또 찍고"              | Khách mời                 | MBC  |
| 2001 | Sunday Best "A Good Man, Lee Young-woo" |                           | KBS  |
| 2002 | Since We Met                            |                           | MBC  |
| 2002 | Bắt lấy sao rơi (Shoot for the Stars)   |                           | SBS  |
| 2003 | Damo                                    | Tướng quân Hwangbo Yoon   | MBC  |
| 2004 | Chim lửa (Phoenix)                      | Jang Sae-hoon             | MBC  |
| 2006 | Freeze                                  | Baek Joong-won            | CGV  |
| 2006 | Người tình (Lovers)                     | Ha Kang-jae               | SBS  |
| 2007 | Lee San, Triều đại Chosun (Yi San)      | Yi San (Vua Jeongjo)      | MBC  |
| 2008 | Sóng gió hậu trường (On air)            | Xuất hiện đặc biệt, tập 9 | SBS  |
| 2009 | Hồn (Soul)                              | Shin Ryu                  | MBC  |
| 2011 | Tướng quân Gyebaek (Gyebaek)            | Gyebaek                   | MBC  |
| 2014 | Hạnh phúc có thật (Wonderful Days)      | Kang Dong-seok            | KBS2 |
| 2016 | Hợp đồng hôn nhân (Marriage Contract)   | Han Ji-hoon               | MBC  |
| 2019 | Cạm bẫy (Trap)                          | Kang Woo-hyun             | OCN  |

### Phim điện ảnh
| Năm  | Tên phim                                | Vai trò                                       |
| ---- | --------------------------------------- | --------------------------------------------- |
| 2000 | Ghost Taxi                              |                                               |
| 2001 | I love you                              |                                               |
| 2005 | Shadowless Sword                        | Dae Jeong-hyun, hoàng tử cuối cùng của BalHae |
| 2015 | Yêu phải nàng lắm chiêu (Love Forecast) | Lee Dong-jin                                  |
| 2018 | Người quen xa lạ (Intimate Strangers)   | Joon-mo                                       |

### Phim chiếu mạng
| Năm  | Tên phim                                         | Vai trò                  | Kênh phát sóng |
| ---- | ------------------------------------------------ | ------------------------ | -------------- |
| 2024 | Đại ca đi học (High School Return of a Gangster) | Kim Deuk-pal (khách mời) | TVING          |

### Chương trình thực tế
| Năm       | Tên chương trình                                                   | Vai trò               | Mạng |
| --------- | ------------------------------------------------------------------ | --------------------- | ---- |
| 2013-2015 | (Grandpas Over Flower)                                             | Thành viên chính thức | tvN  |
| 2014-2015 | Ngày ba bữa: Làng Jeongseon (Three Meals a Day: Jeongseon Village) | Thành viên chính thức | tvN  |
| 2016      | Talents for Sale                                                   | Thành viên chính thức | KBS  |
| 2016      | Ngày ba bữa: Làng chài 3 (Three Meals a Day: Fishing Village 3)    | Thành viên chính thức | tvN  |
| 2017-2018 | Youn's Kitchen 1,2                                                 | Thành viên chính thức | tvN  |
| 2017      | Ngày ba bữa: Trang trại ngoài đảo (Three Meals a Day: Sea Ranch)   | Thành viên chính thức | tvN  |
| 2018      | Cụ ông đẹp hơn hoa: Trở lại (Grandpas Over Flowers: Return)        | Thành viên chính thức | tvN  |
| 2019      | Khu rừng nhỏ (Little Forest)                                       | Thành viên chính thức | SBS  |
| 2021      | Nhà khách của Youn (Youn's Stay)                                   | Thành viên chính thức | tvN  |
| 2023      | Căn bếp của Jinny (Jinny's Kitchen)                                | Thành viên chính thức | tvN  |

### Video âm nhạc
- Forever (SKY, 1999)
- Goodbye (Jung Jae-wook, 2001)
- Where Are You? (Yim Jae-beom trong album Ditto 3,  2004)

### Kịch
- Shakespearean Love Method (2000)

## Các giải thưởng
- Giải thưởng phim truyền hình MBC 2001: Nam diễn viên mới xuất sắc nhất (Her House)
- Giải thưởng phim truyền hình MBC 2003: Cặp đôi đẹp nhất với Ha Ji-won(Damo)
- Giải thưởng phim truyền hình MBC 2003: Nam diễn viên xuất sắc nhất (Damo)
- Giải thưởng phim truyền hình MBC 2004: Cặp đôi đẹp nhất với Lee Eun-ju (Phoenix)
- Giải thưởng phim truyền hình MBC 2004: Top nam diễn viên xuất sắc nhất (Phoenix)
- Giải thưởng phim truyền hình SBS 2006: Top 10 ngôi sao (Lovers)
- Giải thưởng phim truyền hình SBS 2006:  Netizen Award (Lovers)
- Giải thưởng phim truyền hình MBC 2007: Top nam diễn viên xuất sắc nhất (Yi San)
- tvN10 Awards 2016: Giải thưởng cao nhất (Daesang) cho chương trình truyền hình thực tế (Three Meals a Day: Jeongseon Village, Grandpas Over Flowers)
- MBC Drama Awards 2016: Nam diễn viên xuất sắc nhất (dự án đặc biệt) (Hợp đồng hôn nhân)